# Ängssnylthumla
Ängssnylthumla (Bombus sylvestris) är en insekt i överfamiljen bin och släktet humlor, som tillhör undersläktet snylthumlor.

## Beskrivning
Ängssnylthumlan är en korttungad humla, som är mycket liten för att vara en snylthumla. Honan blir 14 till 16 millimeter lång, hanen 14 till 15 millimeter. Arten har svart päls på mellankroppen, dock med en bred, gul krage. Hos honan är de tre främsta tergiterna svarta, även om tergit 3 kan ha vita hår på sidorna av bakkanten. Tergit 4 är helt täckt av vit päls, tergit 5 har gles behåring som kan vara antingen svart eller brun, och den sista, sjätte tergiten liksom den sista sterniten har kort, rödaktig eller gulaktig behåring längst ut. Hanens bakkropp har ofta gula hår på sidorna av tergit 1, medan tergit 2 har svart päls, tergit 3 och 4 vit päls, tergit 5 mörggrå och tergit 6 och 7 har brunröd päls. Ibland kan pälsen på tergit 4 vara gul i stället för vit. Humlan liknar hussnylthumla, broksnylthumla och lappsnylthumla.

## Ekologi
Habitatet utgörs till stor del av områden med ängar och skog blandat, men också av bergsterräng, våtängar, buskage, betesmarker, vägrenar, åkermark, kustområden och även av parker och trädgårdar i samhällen. I Sydeuropa finns arten främst i bergstrakter.
Arten är en snylthumla. Den parade honan tränger in i ett litet bo av någon av värdhumlorna, dödar eller underkuvar värddrottningen, och tvingar arbetarna att ta hand om sina egna ägg, som alla ger upphov till honor och hanar; varken de eller snylthumlehonan deltar själva i boets omvårdnad. Denna art snyltar främst på ängshumla, men också på ljunghumla och berghumla. Både hanarna av ängsslythumlan och dess förväxlingsart broksnylthumlan är så kallade patrullerare, de flyger runt i bestämda banor där de avsätter sitt könsferomon på växter och andra objekt i naturen för att locka till sig parningsvilliga honor. Trots att deras feromoner är nästan identiska, är deras patulleringsflykter helt olika. Medan broksnylthumlan flyger i höjd med trädtopparna, håller sig ängssnylthumlan lågt, högst ett par meter över marken.
De övervintrande drottningarna kommer fram i slutet på mars, medan de unga djuren uppträder i juli till september. Arten är polylektisk, den flyger till blommande växter från många familjer. Honorna främst på korgblommiga växter (som maskrosor) och ljungväxter (blåbär), hanarna på korgblommiga växter (tistlar), kransblommiga växter (timjan), väddväxter och dunörtsväxter (mjölke).

## Utbredning
Humlan finns i större delen av Europa från Brittiska öarna i väst, samt mellersta Iberiska halvön och Balkan i söder, upp till ovan polcirkeln i norr. Vidare finns den österut genom mellersta och norra Asien till Kamtjatka och Korea.. 
I Sverige finns arten i hela landet upp till Torne lappmark med undantag för Gotland.
I Finland har arten framför allt observerats i den södra delen av landet, ungefär upp till Norra Österbotten och Rovaniemi i södra Lappland. Norr därom har till tidigt 2020-tal endast fyra observationer gjorts, alla i norra Lappland.

## Status
Arten är klassificerad som livskraftig ("LC") både globalt, i Sverige och i Finland.